# Cristina Rinaldi
Cristina Rinaldi (Roma, 16 luglio 1966) è un'attrice e conduttrice televisiva italiana.

## Biografia
Studia a Roma nel liceo francese Chateaubriand, per poi passare al liceo linguistico alle Ancelle del Sacro Cuore. Diventa pubblicista all'ordine dei giornalisti del Lazio nel 2008. Inizia a lavorare al cinema nel 1985 con Il ragazzo del Pony Express e successivamente in Abbronzatissimi, Bellifreschi, Fermo posta Tinto Brass, Il lupo di mare e Gratta e vinci. Partecipa a programmi televisivi su Rai 1 come Fantastico, Cinema che follia!, Sette per uno e la presentazione del concerto dell'Epifania nel 2018.
Su Rai 2 ha condotto dal 2006 al 2015 programmi come Sereno variabile e A come Avventura. Su Rai International lavora per 8 anni dal 2003 al 2011 come inviata e autrice di programmi. Sempre per la Rai recita in alcune fiction come Linda e il brigadiere. Per Canale 5 recita in Distretto di Polizia, Squadra antimafia - Palermo oggi e La squadra.

## Filmografia

### Cinema
- Via degli specchi, regia di Giovanna Gagliardo (1983)
- Il ragazzo del pony express, regia di Franco Amurri (1986)
- Il lupo di mare, regia di Maurizio Lucidi (1987)
- Il bambino e il poliziotto, regia di Carlo Verdone (1989)
- Hard Car - Desiderio sfrenato del piacere, regia di Gianni Amadei (1989)
- Abbronzatissimi, regia di Bruno Gaburro (1991)
- Kreola, regia di Antonio Bonifacio (1993)
- Formula 3 - I ragazzi dell'autodromo, regia di Andrea Bianchi (1993)
- Chicken Park, regia di Jerry Calà (1994)
- Fermo posta, regia di Tinto Brass (1995)
- Gratta e vinci, regia di Ferruccio Castronuovo (1996)
- Padrona del suo destino (Dangerous beauty), regia di Marshall Herskovitz (1998)

### Televisione
- La camera delle signore (La Chambre des dames) – miniserie TV, 3 puntate (1984)
- Diciott'anni - Versilia '66 – serie TV (1988)
- Cosè Cosè – programma TV (1991)
- Papà cerca moglie – sitcom (1993)
- Un posto al sole – soap-opera (1997)
- La squadra – serie TV (1997)
- S.P.Q.R. – serie TV (1998)
- Linda e il brigadiere – serie TV (1997-1998)
- Una donna per amico – serie TV (1998)
- Squadra antimafia - Palermo oggi – serie TV (2014)